# Dror Kastan
Dror Kastan, héberül: דרור קשטןן (Petah Tikva, 1944. október 1. – 2024. január 15.) izraeli labdarúgó, középpályás, edző, szövetségi kapitány (2006–2010).

## Pályafutása

### Klubcsapatban
1962 és 1975 között a Hapóél Petah Tikvá labdarúgója volt, ahol két bajnoki címet nyert az együttessel. 1975–76-ban a Hapóél Kfar Szaba csapatában izraeli kupagyőztesként fejezte be az aktív játékot.

### A válogatottban
1962-ben három alkalommal szerepelt az izraeli válogatottban.

### Edzőként
1977-ben a Hapóél Kfar Szaba csapatánál kezdett el edzőként dolgozni. 1980 és 1983 újra itt tevékenykedett és az 1981–82-es idényben bajnok lett a csapattal. 1978 és 1980 között majd 1983–84-ben a Hapóél Lod szakmai munkáját irányította és egy kupagyőzelmet ért el az együttessel.
Négyszer volt a Bétár Jerusálajim vezetőedzője (1985–1987, 1988–89, 1992–1994, 1997–1999), ahol három bajnoki címet és két kupagyőzelmet nyert az együttessel. 1995–96-ban a Makkabi Tel-Aviv vezetőedzőjeként dolgozott és bajnok illetve kupagyőztes is lett a csapattal. Szintén négy időszakban volt a Hapóél Tel-Aviv szakmai irányítója (1996–97, 1999–2004, 2005–06, 2011–12), ahol egy bajnoki címet és két kupagyőzelmet szerzett a csapattal.
Dolgozott még edzőként a Hapóél Kirjat Ono (1977–78), a Makkabi Haifa (1987–88), a Hapóel Ramat Gan (1989–90), a Makkabi Petah Tikvá (1991–92, 2004–05), a Hapóél Haifa (1994–95) és a Bné Jehúdá Tel-Aviv (2010–11, 2012–13) csapatainál.
1984–85-ben az izrael U21-es válogatott szakmai munkáját irányította. 2006 és 2010 között az izrael válogatott szövetségi kapitánya volt.

## Sikerei, díjai

### Játékosként
Izrael U19
- Ifjúsági Ázsia-bajnokság
  - győztes: 1964

 Hapóél Petah Tikvá
- Izraeli bajnokság
  - bajnok (2): 1961–62, 1962–63

 Hapóél Kfar Szaba
- Izraeli kupa
  - győztes: 1975

### Edzőként
Hapóél Kfar Szaba
- Izraeli bajnokság
  - bajnok: 1981–82

 Hapóél Lod
- Izraeli kupa
  - győztes: 1984

 Bétár Jerusálajim
- Izraeli bajnokság
  - bajnok (3): 1986–87, 1992–93, 1997–98
- Izraeli kupa
  - győztes (2): 1986, 1989

 Makkabi Tel-Aviv
- Izraeli bajnokság
  - bajnok: 1995–96
- Izraeli kupa
  - győztes: 1996

 Hapóél Tel-Aviv
- Izraeli bajnokság
  - bajnok: 1999–00
- Izraeli kupa
  - győztes (2): 2000, 2006